# Quaderns d’Estudis Andorrans
Quaderns d'Estudis Andorrans és una revista editada pel Cercle de les Arts i de les Lletres de les Valls d'Andorra d'ençà del 1976, de la qual han sortit publicats deu exemplars fins al 2017.
Escrita en llengua catalana, la seva temàtica és essencialment històrica i formalment s'estructura en tres apartats: articles de fons, documents i bibliografia. El seu director ha estat Cebrià Baraut i Obiols i entre els col·laboradors més destacats es troben Lídia Armengol i Vila, Manel Mas, Antoni Morell i Mora, Prim Bertran i Roigé, David Mas, Joan Burguès o Nemesi Marquès i Oste. Els objectius de la revista són donar a conèixer la història d'Andorra, les seves institucions i els seus valors culturals, religiosos i artístics. En aquest sentit, la publicació dels Quaderns d'Estudis Andorrans pretén ser una eina útil a l'abast de tots els estudiosos de la història i l'art andorranes, així com de divulgació per al conjunt de la població. El promotor de la col·lecció el 1976 i primer director fins al setè número del 1996 fou Cebrià Baraut. A partir d'aquell moment va agafar el relleu en la direcció mossèn Benigne Marquès i Sala.